# ماريا ستادنيك
ماريا ستادنيك (مواليد 3 يونيو 1988) هي مصارعة أذربيجانية ولدت في أوكرانيا، حصلت على 4 ميداليات أولمبية.
ماريا ستادنيك تمثل منتخب أذربيجان منذ عام 2008. هي أول وأكبر حاصلة على ميداليات أولمبية أربع مرات من أذربيجان، وهي أيضًا واحدة من ثلاث نساء في التاريخ (إلى جانب المصارعتين اليابانيتين كاوري إيكو وساوري يوشيدا) اللاتي فزن بميداليات في أربع دورات أولمبية صيفية. بالإضافة إلى ذلك، ستادنيك هي أول وأكبر رياضية في تاريخ المصارعة النسائية التي شاركت في خمس دورات أولمبية.
من أجل إنجازاتها الرياضية وإسهاماتها في تطوير الرياضة الأذربيجانية، تم تكريمها بوسام شهرة، ووسامين "من أجل خدمة الوطن" من الدرجة الأولى والثانية، وميدالية "التقدم".

## روابط خارجية
- ماريا ستادنيك على موقع قاعدة بيانات المصارعة الدولية (الإنجليزية)
- ماريا ستادنيك على موقع اللجنة الأولمبية الدولية (الإنجليزية)
- ماريا ستادنيك على موقع أوليمبيديا (الإنجليزية)
- ماريا ستادنيك على موقع اللجنة الأولمبية الأذربيجانية (الأذربيجانية)